# Hartmut Ganzke
Hartmut Ganzke (* 13. Januar 1966 in Unna) ist ein deutscher Rechtsanwalt, Buchautor, Politiker (SPD) und seit der Landtagswahl in Nordrhein-Westfalen 2012 Abgeordneter im Landtag von Nordrhein-Westfalen. 

## Leben
Im Jahr 1972 wurde Ganzke an der Sonnenschule in Unna-Massen eingeschult, nach Beendigung der Grundschulzeit besuchte er das Ernst-Barlach-Gymnasium in Unna. Nach dem Abitur 1985 und dem Wehrdienst in Niedersachsen, studierte er von 1986 bis 1992 an der Ruhr-Universität Bochum Rechtswissenschaften mit anschließendem Referendariat am Landgericht Dortmund und zweitem Staatsexamen 1995. Im März 1996 gründete er eine Rechtsanwaltskanzlei in Unna-Massen und hat seit dem insbesondere als Anwalt für Strafrecht eine langjährige Erfahrung aufgebaut. 
In den Jahren 1992 bis 2012 war Ganzke Korrekturassistent im Fachbereich Öffentliches Recht an der Ruhr-Universität Bochum. Von 2002 bis 2006 hat er die Funktion des Lehrbeauftragten für Öffentliches Recht an der Fachhochschule für Öffentliche Verwaltung (heute HSPV NRW) in Nordrhein-Westfalen innegehabt. 
Ganzke hat einen älteren Bruder und eine jüngere Schwester, ist seit 2003 verheiratet und hat einen Sohn.

## Politik
Der SPD gehört Hartmut Ganzke seit dem Jahr 1985 an. Zu seinen ersten politischen Handlungen gehört die Gründung der Juso-Arbeitsgemeinschaft im Unnaer Stadtteil Massen. Zwischen 1991 und 2000 bestritt er das Amt des stellvertretenden Vorsitzenden der SPD in Unna, ehe er von 2000 bis 2005 zum Vorsitzenden der SPD Unna gewählt worden ist. In den Jahren 2004 bis 2009 war er Mitglied im Unnaer Stadtrat - in der Zeit engagierte sich Ganzke auch als Vorsitzender des Sportausschusses. 
Bereits seit 1994 ist er Mitglied im Kreistag des Kreises Unna. Dort war er von 2008 bis 2018 stellvertretender Vorsitzender seiner Fraktion; seit 2020 ist er der Vorsitzende.
Bei der Landtagswahl in Nordrhein-Westfalen 2012 errang er ein Direktmandat im Landtagswahlkreis Unna I, das er 2017 und 2022 verteidigte. Von 2017 bis 2022 ist er Innenpolitischer Sprecher der SPD-Landtagsfraktion in Nordrhein-Westfalen gewesen. Aktuell ist Ganzke Mitglied im Sport-, sowie Rechtsausschuss des nordrhein-westfälischen Landtages, außerdem im Parlamentarischen Kontrollgremium des Verfassungsschutzes.
Anfang Oktober 2024 gab die SPD Unna bekannt, dass Hartmut Ganzke bei der Kommunalwahl in NRW 2025 für das Amt des Bürgermeisters in Unna kandidieren will. Nachdem der Vorstand der SPD Unna ihn einstimmig als Bürgermeisterkandidaten vorgeschlagen hat, wurde Ganzke am 28. November 2024 auf einer Aufstellungsversammlung mit 96,4 Prozent der abgegebenen Stimmen als Kandidat bestätigt. 

## Sonstiges
Der Jurist hat sich neben seinen politischen Engagements auch anderweitig eingebracht. So hat er während seines Studiums und Referendariates für verschiedene Bildungsträger internationale Bildungsreisen organisiert mit begleitet, unter anderem zu den KZ-Gedenkstätten Theresienstadt, Auschwitz und Dachau. Das Geschichtsinteresse ragt auch weit über seine Jugendzeit hinaus und so hat Ganzke unter anderem bei der Arbeit zur Erforschung des Außenlagers KZ Buchenwald in Unna mitgewirkt, aber auch mit der Geschichte seines Heimatortes Massen hat er sich auseinandergesetzt und mit dem ehemaligen Kreisheimatpfleger Dr. Peter Kracht diese in „Massen - In Bildern und Geschichten“ verschriftlicht. 
In Zusammenarbeit mit dem Redakteur Thomas Horschler hat Ganzke 2023 das Buch „Fritz Steinhoff - Der vergessene Ministerpräsident“ herausgebracht. Der nordrhein-westfälische Ministerpräsident Hendrik Wüst hob in seinem Vorwort zum Buch hervor, dass Steinhoff zu denen gehört habe, die „unsere Demokratie mitaufgebaut haben“. Auch dankte er Ganzke herzlich dafür, dass er Fritz Steinhoff als Menschen und Politiker mit dem Buch gewürdigt und an sein Wirken und seine Verdienste erinnert habe. Die erste Ausgabe ist vollständig vergriffen, sodass Ganzke und Horschler im Dezember 2024 eine zweite Auflage herausgebracht haben. 
Ganzke hat in seiner Jugendzeit Handball gespielt und sich ehrenamtlich im Vereinsleben engagiert. So ist er bis 2012 auch der Vorsitzende der SG Massen gewesen. 
Bis 2020 ist Ganzke Vorsitzender der AWO im Bezirk Ruhr-Lippe-Ems gewesen und ist Mitglied bei der Gewerkschaft ver.di. 
Im Mai 2024 ist dem Massener durch die Stadt Shtime in der Republik Kosovo „In Würdigung für die außerordentliche Stärkung der Beziehung zwischen der Stadt Shtime und deutschen Institutionen und für den herausragenden Beitrag zur Etablierung von europäisch-demokratischen Werten, sowie für die besondere Unterstützung unserer Gemeinschaft bei der institutionellen und gesellschaftlichen Integration - insbesondere in Nordrhein-Westfalen“ die Ehrenbürgerschaft verliehen worden. 